# Декларація незалежності Кореї

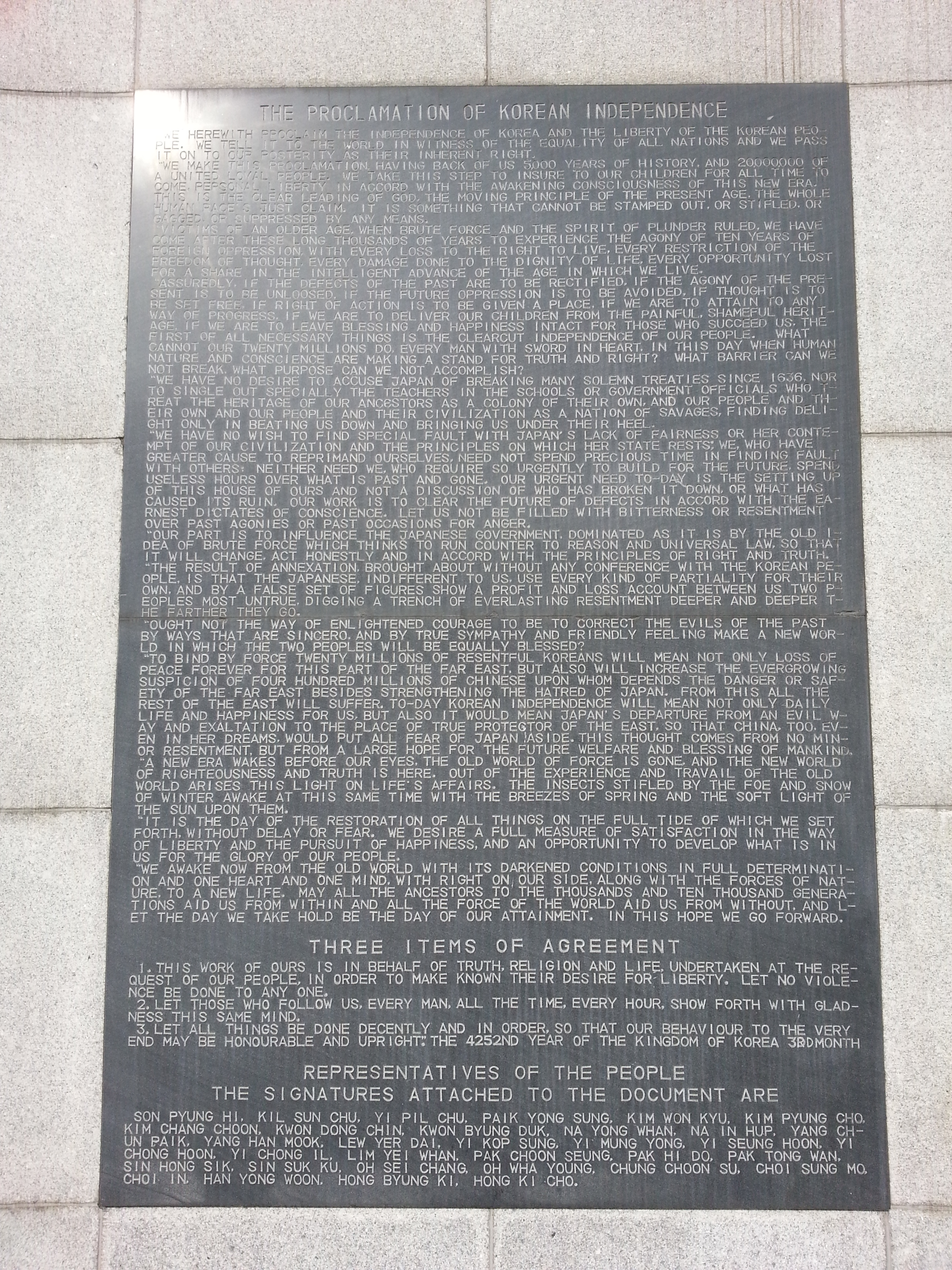
Англійська версія проголошення незалежності Кореї, виставлена в парку Тапгол у Сеулі

Декларація незалежності Кореї (кор.: хангиль: 3·1독립선언서) — це політична заява, прийнята 33 корейськими представниками, які зустрілися в ресторані «Taehwagwan», який був розташований на території теперішнього Інса-донг, району Чонно, в місті Сеул, 1 березня 1919 року, через чотири місяці після закінчення Першої світової війни, цією декларацією було оголошено, що Корея не буде більше терпіти японського (колоніального) панування.
Як повідомлялося в американській газеті New York Times у 1919 році, «Корея проголосила свою незалежність. Те, що раніше було Королівством „відлюдником“, яка налічує 4232 років від свого створення, проголошує через документ, підписаний тридцятьма трьома громадянами, свободу всьому корейського народу»
Ця політична заява стала початком Руху першого березня, який був жорстоко придушений японською колоніальною (окупаційною) владою, а також наріжним каменем створення через місяць Тимчасового уряду Республіки Корея. Майже через тридцять років після цих подій Корея зуміла відновити свою державну незалежність яка прийшла завдяки капітуляції Японської імперії в кінці Другої світової війни.

## Складання та розробка декларації

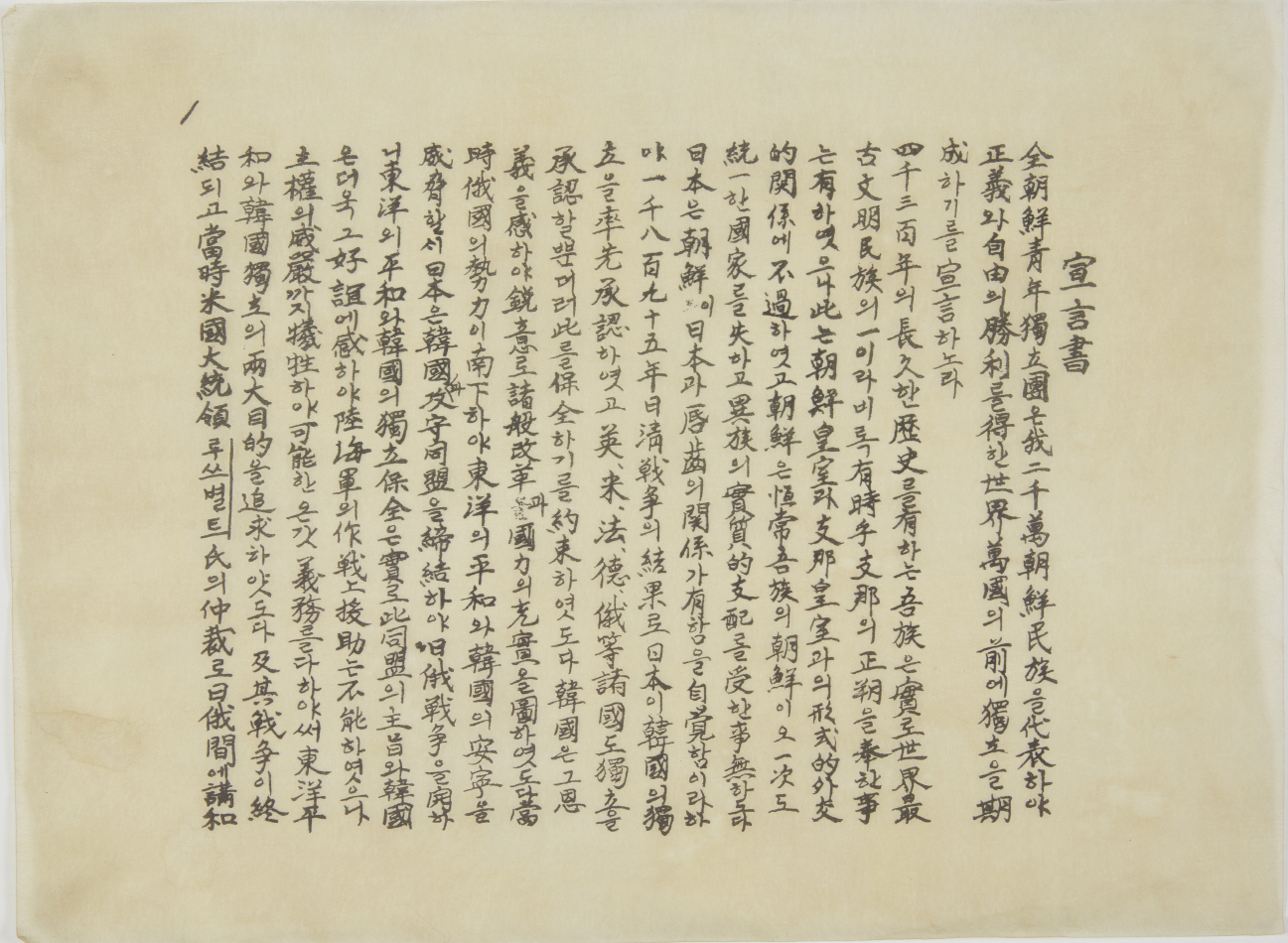
Перша сторінка «Декларації незалежності 8 лютого», написана корейськими студентами та представлена в Токіо.

Розробка «Декларації незалежності Кореї» почалася після того, як керівники християнського руху та руху за незалежність «Чхондогьо» об'єднали свої зусилля для відновлення державної незалежності Кореї через солідарність, оскільки це було те, що стосувалося всієї корейської «раси» (нації або народу). Спочатку християнські провідники вирішили написати петицію від двох-трьох сотень впливових осіб, щоб надіслати її до уряду Японської імперії, оскільки вони вважали, що корейський народ може не розглядати їх як кваліфікованих осіб, які можуть проголосити відновлення незалежності Кореї. Проте, коли ці рухи об'єдналися, було вирішено, що петицію та «Декларацію незалежності Кореї» буде розроблено, щоб допомогти відобразити сильніше вираження їхнього прагнення до самовизначення, ідеї якої були основоположними на паризькій мирній конференції, яка відіграла роль у змісті цієї декларації.
Декларація від 8 лютого, зокрема, була написана студентами і стала мотивом до декларації від 1 березня. Сон Бьон Хі попросив, щоб Чхве Нам Сон підготував текст Декларації від 1 березня помірковано, на відміну від Декларації від 8 лютого, яка була більш провокаційною та революційною за формулюваннями, оскільки була написана молодими студентами
 Сара Кім «Опір у Токіо сприяв Руху першого березня» ''Korea JooAng Daily'' (17 лютого 2019 р.)
Лідери у створенні декларації зрозуміли, що це не перша спроба проголошення «декларації незалежності Кореї», оскільки корейські студенти в Токіо нещодавно опублікували «Декларацію незалежності 8 лютого».

«Декларації незалежності 8 лютого» була зосереджена на обуренні та розчаруванні корейців, головним чином зосередившись на обмані та брехні, які призвели до анексії Корейської імперії, а також представила довгу історію обману, скоєного Японською імперією проти Королівства Чосон (Корея). Ідеї, пов'язані зі свободою, справедливістю та миром, будуть перенесені безпосередньо в «Декларацію незалежності Кореї», розроблену для руху першого березня. Найбільша різниця, яку розробники хотіли встановити між ними, полягала б у тому, що «Декларація незалежності Кореї» буде набагато помірнішою та емоційно відстороненішою у викладі свого змісту.
Християнські лідери з самого початку усвідомлювали різницю між проголошенням незалежності та петицією. Проголошення незалежності поставило японський уряд перед фактом, що здійснився. Японський уряд мав прийняти його, що було проблематично, або відхилити його та заарештувати авторів як самовпевнених зрадників
Френк П. Болдуін «Рух першого березня: корейський виклик і японська відповідь»
Основним розробником «Декларація незалежності Кореї» був корейський політичний активіст Чхве Нам Сон. Він вважав, що документ мав бути помірним за своїм змістом і миролюбним за своєю сутністю, щоб успішно завоювати симпатії Японської імперії та інших великих держав, які зустрілися під час мирних переговорів у Версалі. Він вірив, що світ буде вітати відновлення незалежності Кореї, доки «Декларація незалежності Кореї» буде символізувати прагнення корейців що вони просто хочуть, щоб їхня країна знову була вільною, а не тому, що вони були антияпонцями. Хоча Чхве Нам Сон фактично не підписував «Декларацію незалежності Кореї», його посадили на 2 роки за причетність до її створення. Хан Йон Ун, був буддистським реформатором та був відповідальним за створення трьох відкритих «обітниць», які були розташовані у «Декларації незалежності Кореї». Він також пропонував переробити декларацію, але цю пропозицію відхилили інші лідери руху. Сон Бьонг Хі, лідер корейського руху «Чеондоґьо», також мав значний вплив і визначне керівництво над підготовкою цієї декларації, і мав вплив над всім рухом за незалежність Кореї завдяки своїм фінансам і організованій мережі послідовників у Кореї. Саме вдома у Сон Бьон Хі був створений план розповсюдження, підписання та зачитування «Декларації незалежності Кореї».

## Релігійна участь у русі
Усі підписані «Декларації незалежності Кореї» 1 березня були корейськими релігійними лідерами. За звичайних обставин християнська релігія та релігія «Чеондоґьо» дотримувалися різних підходів до японської окупації Кореї. Ідею «Декларації незалежності Кореї» запропонували християнські релігійні лідери, які хотіли розпочати ненасильницький протест проти японської окупації Кореї. Хоча лідери «Чеондоґьо» загалом бажали більш войовничого підходу до японської окупації, вони вважали, що в інтересах Кореї було б укласти союз з корейськими християнськими лідерами. Разом вони віддали пріоритет ненасильницькому підходу до проголошення своєї свободи через «Декларацію незалежності Кореї» 1 березня. Завдяки цьому союзу 33 підписанти декларації представляли три релігії. 16 християнських лідерів, 15 лідерів «Чеондоґьо» та 2 лідери буддистів. Після підписання «Декларації незалежності Кореї» всім підписантам було пред'явлено звинувачення у злочинах і заарештовано. «Після того, як Хем деякий час порадився з Кілом, вони домовилися зібрати разом усі релігійні та соціальні групи в Кореї. Однак вони підкреслили, що метод „Руху за незалежність Кореї“ повинен бути ненасильницьким». Ця цитата говорить про те, яку важливість релігія відігравала мала в Русі 1 березня.

## Друк декларації
Друк «Декларації незалежності Кореї» відбувся в друкарні «Cheondogyo» під назвою «Boseongsa», де за день до розповсюдження було надруковано приблизно 21 000 примірників цієї декларації. історичним фактом вважається, що під час друкування «Декларації незалежності Кореї» високопоставлений детектив із поліцейської дільниці Чонно, на ім'я Шін Чеол здійснив рейд у Босонсі та виявив друк цієї декларації. Шін Чеол зупинив прес, зняв «Декларації незалежності Кореї» з друку перед Лі Чен Іром, президентом Босонгса, оглянув її зміст а потім пішов. Вважається, що коли Лі Чен Ір повідомив про це Чой Рін, Чхве Рін запросив Шіона Чхола на обід і дав йому гроші за мовчання. Існують суперечливі відомості про те, чи насправді отримав Шин Чеол гроші, оскільки японські записи (джерела) стверджують, що він отримав, тоді як корейські записи (джерела) стверджують, що ні. Попри це, Шін Чеол мовчав, і вважається, що цей інцидент став причиною зміни дати протесту з 3 березня на 1 березня.

## Підпис і читання
Загалом «Декларацію незалежності Кореї» підписали 33 особи, серед яких 16 лідерів протестантських християн, 15 лідерів «Чеондоґьо» та 2 лідери корейських буддистів. Цю декларацію було зачитано та проголошено о 14:00 1 березня 1919 року в ресторані «Myŏngwŏl'gwan» неподалік від парку Пагода в Сеулі, щоб уникнути спалаху насильства між натовпом корейських студентів, що зібрався, та японською окупаційною владою.

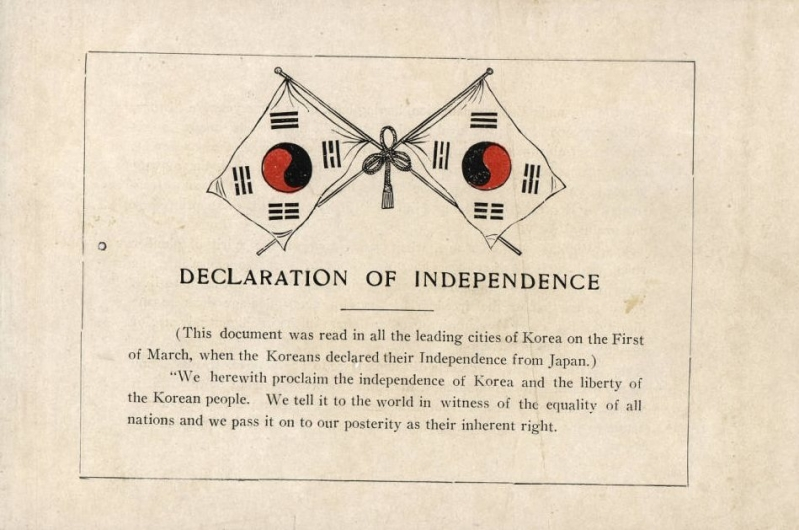
Англійський переклад «Декларації незалежності Кореї».

Невдовзі після закінчення читання «Декларації незалежності Кореї», близько 16:00, представники японської окупаційної влади взяла штурмом кімнату, а всіх, хто брав участь у підписанні та читанні цієї декларації, заарештували. У Пагода-парку роздавали газети, щоб повідомити масам, що незалежність проголошено, а тих, хто підписав, заарештували та доставили до поліцейської дільниці Коньо. Документ просив корейців уникати насильницьких і руйнівних дій у відповідь, оскільки це зашкодить руху та суперечить бажанням підписантів.

## Текст декларації
Зі стенограми Першого корейського конгресу:
Ми, представники 20 000 000 об'єднаного народу Кореї, цим проголошуємо незалежність Кореї та свободу корейського народу. Ця Прокламація свідчить про рівність усіх націй, і ми передаємо її нашим нащадкам як їх невід’ємне право.

Маючи позаду 4000 років історії, ми приймаємо це
крок, щоб забезпечити нашим дітям вічне життя, свободу та прагнення до щастя відповідно до пробудження свідомості цієї нової ери. Це чітке керівництво Бога і право кожного народу. Наше прагнення до свободи неможливо придушити чи знищити.
Після незалежної цивілізації, яка тривала кілька тисяч років, ми пережили агонію протягом чотирнадцяти років іноземного гніту, який позбавив нас свободи думки і унеможливив для нас участь у розумному розвитку епохи, в якій ми живемо.
Щоб забезпечити нам і нашим дітям свободу від майбутнього гніту, і щоб мати можливість дати повний простір нашим національним прагненням, а також забезпечити благословення і щастя назавжди, ми вважаємо першим імперативом відновлення нашої національної незалежності.
Ми не відчуваємо духу помсти проти Японії, але наша нагальна потреба сьогодні — спокутувати та відновлювати нашу зруйновану націю, а не обговорювати, хто спричинив крах Кореї.
Наша частина полягає в тому, щоб вплинути на уряд Японії, в якому зараз домінує стара ідея грубої сили, щоб він змінився і діяв відповідно до принципів справедливості та правди.
Результатом насильницької анексії Кореї Японією є те, що всіляка можлива дискримінація в освіті, торгівлі та інших сферах життя застосовувалася проти нас найжорстокіше. Якщо не буде виправлено, зло, що продовжується, лише посилить обурення 20 000 000 корейців і зробить Далекий Схід постійною загрозою для миру в усьому світі.
Ми усвідомлюємо, що незалежність Кореї означатиме не тільки добробут і щастя для нашої раси, але також щастя і цілісність для 400 000 000 жителів Китаю і зробить Японію лідером Сходу замість завойовника, яким вона є зараз.
Нова ера прокидається на наших очах, оскільки старий світ сили пішов, і з мук минулого народився новий світ праведності та правди.
Ми прагнемо повного задоволення від свободи та прагнення до щастя. З цією надією ми йдемо вперед.
Ми обіцяємо наступне:
1. Ця наша робота спрямована на захист правди, справедливості та життя і виконується на прохання нашого народу, щоб показати своє прагнення до свободи. Нехай не буде насильства.
2. Нехай ті, хто йде за нами, щогодини з радістю виявляють цей же дух.
3. Нехай усе буде зроблено з єдиною метою, щоб наше поводження до кінця було чесним і чесним.
4252 рік Королівства Корея, 3-й місяць, 1-й день.
Представники народу:
На документі стоять підписи:

Сон Бьон-Хі, Кіл Сон Чу, Лі Піль Чу, Пак Юн Сон, Кім Вон Кю, Кім Пьон Чо, Кім Чан Чун, Кван Донг Чін, Кван Бьон Дук, На Юн Ван, На Юм Хуп, Ян Чун Пайк, Ян Хун Мок, Лі Йо Дур, Лі Коп Сон, Лі Мьонрьон, Лі Синхи, Yi Chon Hun, Yi Chon Il, Yim Yi Whan, Pak Chun Sang, Pak Hi Do, Pak Tong Won, Sim Hong Sik, Sim Sok Ku, О Сайджон, Oh Wha Yun, Chun Chu Su, Che Song Mo, Che In, Хан Йон Ун, Хон Бюн Кі, Хо Кі Чо.

## Спадщина

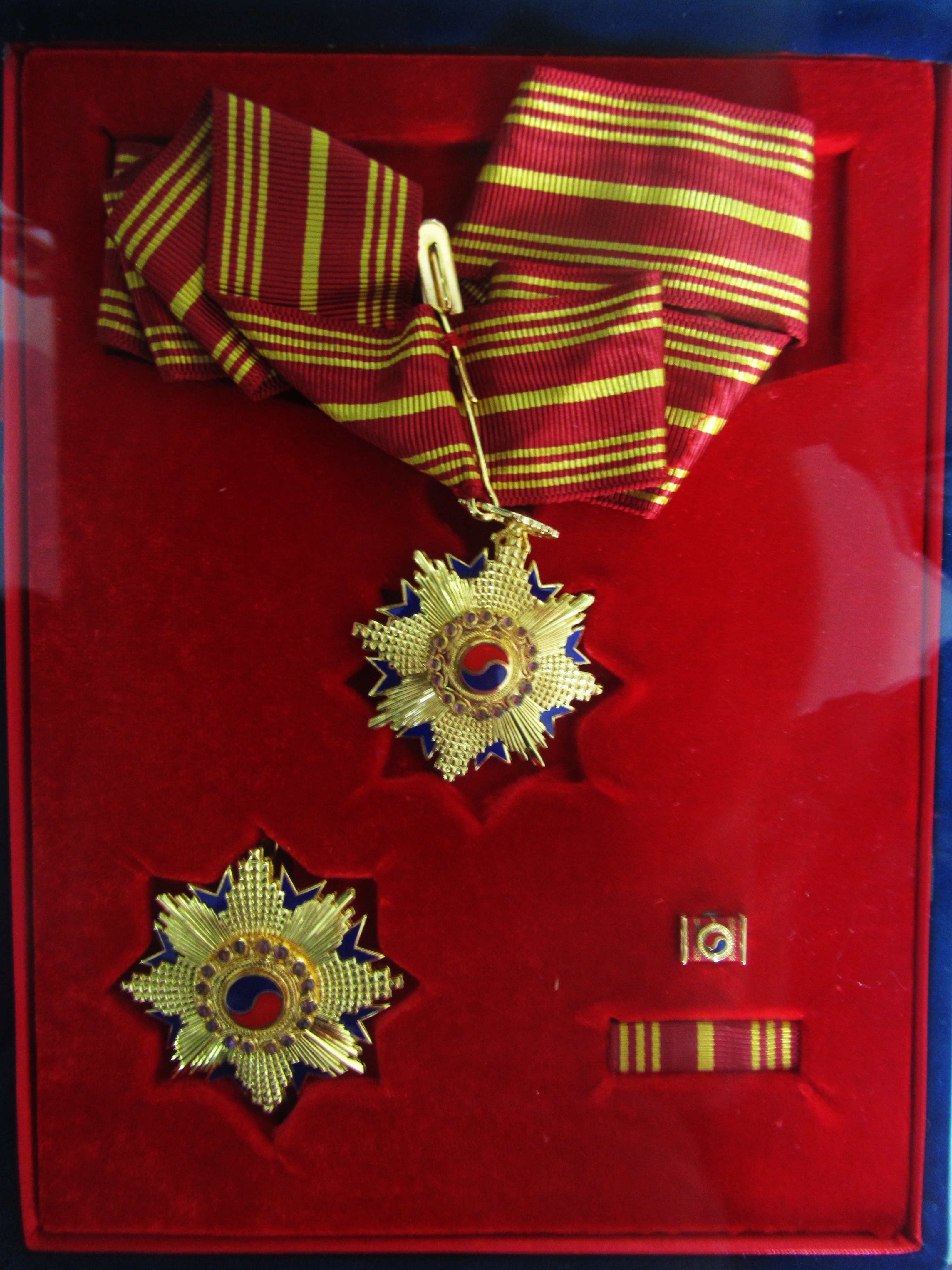
Медаль «Незалежності» якою було нагороджено корейського патріота Чу Фученом

З часів Корейської війни уряд Республіки Корея видає медалі на честь людей, які працювали над справою відновлення незалежністі Кореї. Багато з 33 осіб, які підписали Декларацію проголошення незалежності 1 березня, отримали медалі за свої зусилля у боротьбі за незалежність Кореї. Ці медалі видає Міністерство у справах патріотів і ветеранів Республіки Корея. Багато з них все життя були борцями за свободу, сприяючи зусиллям Кореї отримати незалежність від Японської імперії.
Є дві категорії цих нагород незалежності. Перша категорія призначена для людей, які загинули в результаті свого опору під час протесту в країні та за кордоном проти вторгнення та втручання Японської імперії в національний суверенітет Кореї. Деякі підписанти загинули через жорстокі умови японських в'язниць і заслужили цю нагороду як патріотичні мученики. Друга категорія для корейських патріотів, які не загинули під час своєї праці в ім'я незалежності Кореї, і включає багатьох підписантів Декларації 1 березня. Ці люди відомі в суспільстві як борці за незалежність Кореї.